# Polyrhachis trina
Polyrhachis trina é uma espécie de formiga do gênero Polyrhachis, pertencente à subfamília Formicinae.